# Christian Ntsay
Dans le nom malgache Ntsay Christian, le nom de famille précède le prénom, mais cet article utilise l’ordre habituel en français Christian Ntsay, où le prénom précède le nom.
Christian Ntsay, né le 27 mars 1961 à Antsiranana, est un économiste et homme d'État malgache. Il est Premier ministre depuis le 4 juin 2018 et chef du gouvernement collégial officiant à partir du 9 septembre 2023, date de démission du président Andry Rajoelina jusqu'au 27 octobre de la même année.

## Biographie

### Études
En 1978 et 1979, il fréquente le lycée mixte de Diego-Suarez où il obtient un baccalauréat, série C.
Entre 1982 et 1985, il étudie le droit, l'économie, la gestion et la sociologie, à l'université de Tananarive, où il obtient une licence ès sciences économiques.
Entre 1985 et 1986, il étudie au Centre d'études financières, économiques et bancaires (Paris et Marseille en France), où il obtient un diplôme Techniques de gestion et de direction d'entreprises.

### Carrière professionnelle
Entre 1998 et 2007, il est consultant national et international pour le compte du Programme des Nations unies pour le développement, de la Banque mondiale, du Fonds des Nations unies pour la population, de l'Union européenne, du Centre de commerce international pour divers domaines : études et enquêtes sectorielles, nationales et thématiques, formulation et évaluation de projets/programmes, emploi, entreprises, développement local, développement humain, formulation CCA-UNDAF, commerce international pour la Commission de l'océan Indien et la Communauté de développement d'Afrique australe, jeunesse, nutrition, développement rural. Durant les années 1997 et 2007 il est président exécutif d'entreprendre à Madagascar.
Entre 1986 et 1992, il est directeur administratif et financier, directeur général adjoint et directeur général du chantier naval Secren, Madagascar. Entre 1985 et 1986, il est auditeur junior au sein du chantier naval Sud Marine Enterprise, à Marseille.
Entre 1996 et 2002, Christian Ntsay est président du conseil d'administration des établissements touristiques publics SMTH (Hilton) et CCM (Andilana Beach). De 1993 à 1997, il est nommé le directeur général de la compagnie pétrolière Solima, Madagascar. Entre 1992 et 1998 il est coordonnateur national du projet de coopération technique du BIT/PNUD - Entreprendre à Madagascar « Promotion et développement des micro et petites entreprises ».
Il est, de 2002 à 2003, ministre du Tourisme de Madagascar ; il devient ensuite directeur de la section océan Indien de l'Organisation internationale du travail. 
Entre 1999 et 2007, il est expert international de l'OIT dans les domaines de l'emploi et des entreprises pour le Sénégal, le Cameroun, les Comores, Madagascar, la Mauritanie, la république démocratique du Congo, le Bénin et Maurice.
De 2008 jusqu'en 2018, Christian Ntsay est représentant de l'Organisation internationale du travail (OIT) à Tananarive pour les Comores, Madagascar, Maurice et les Seychelles.

### Premier ministre
En juin 2018, à la suite d'une crise politique et de la démission d'Olivier Mahafaly, il est nommé Premier ministre par le président Rajaonarimampianina. Le 11 juin, le gouvernement d'union nationale de consensus est formé. 
Maintenu en poste en janvier 2019 par Andry Rajoelina, président de la République nouvellement élu, il remet sa démission au chef de l'État le 19 juillet suivant à la suite des élections législatives, mais il est reconduit une nouvelle fois dans ses fonctions dès le lendemain.
Un nouveau remaniement a lieu le 29 janvier 2020.

#### Chef du gouvernement collégial
Le 9 septembre 2023, il est nommé chef du gouvernement collégial formé par la Haute Cour constitutionnelle de Madagascar, chargé d'assurer l'intérim à la suite de la démission du président Andry Rajoelina, qui entérine sa campagne électorale pour l'élection présidentielle de 2023. Réduites à l'expédition des affaires courantes, ce qui exclut, sauf exceptions, de procéder à de nouvelles nominations, les décisions relevant des attributs du président de la République sont prises à la majorité, mais le Premier ministre, qui n'est pas chef de l'État, dispose d'une voix pour les départager en cas d'égalité. En principe, le président du Sénat devait assurer ce poste d'intérim à la tête du gouvernement provisoire, mais ce dernier, Herimanana Razafiahefa, a renoncé à l'exercice de cette fonction.
Après la réélection d'Andry Rajoelina, Christian Ntsay lui remet sa démission mais est reconduit dans les fonctions le 4 janvier 2024. Le 10 juillet suivant, il remet de nouveau sa démission au président qui l'accepte.